# Eduard Keeser
Eduard Keeser (* 27. Juni 1892 in Elberfeld; † 29. Januar 1956 in Hamburg) war ein deutscher Pharmakologe und Professor an der Universität Rostock und der Universität Hamburg.

## Leben
Der Pfarrersohn studierte ab 1911 Medizin an der Eberhard-Karls-Universität Tübingen, der Rheinischen Friedrich-Wilhelms-Universität Bonn und der Kaiser-Wilhelm-Akademie für das Militärärztliche Bildungswesen in Berlin. Im Ersten Weltkrieg diente er als Feldunterarzt und Feldhilfsarzt in verschiedenen Lazaretten. Keeser machte 1919 das Staatsexamen, wurde als Arzt approbiert und zum Dr. med. promoviert (1920).

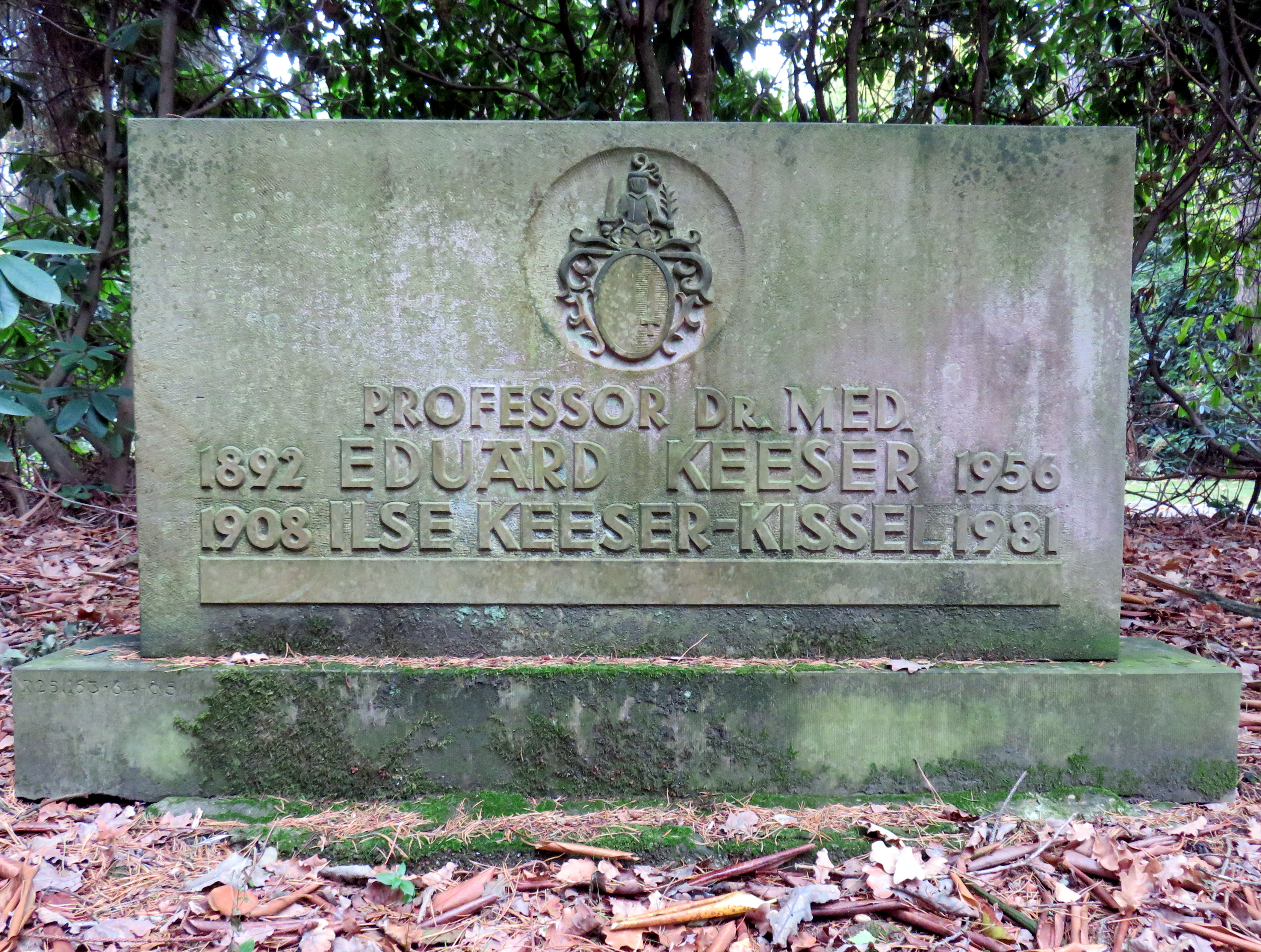
Grabstein Eduard Keeser auf dem Friedhof Ohlsdorf

1927 habilitierte er sich an der Charité, wurde dort Dozent und Regierungsrat. 1930 folgte er dem Ruf der Universität Rostock auf ihren Lehrstuhl für Pharmakologie. Im November 1933 wechselte er an die Universität Hamburg. Er unterzeichnete das Bekenntnis der Professoren an den deutschen Universitäten und Hochschulen zu Adolf Hitler. An der Universität Hamburg war er von 1934 bis 1938 und 1940/41 Dekan der Medizinischen Fakultät. Im Rahmen der Wehrforschung untersuchte er die Giftwirkung von Sprengstoffen. Am 5. August 1937 beantragte er die Aufnahme in die NSDAP und wurde rückwirkend zum 1. Mai desselben Jahres aufgenommen (Mitgliedsnummer 4.484.622). Er gehörte ab Oktober 1940 dem NS-Dozentenbund an. Ab 1940 gehörte er zum Senat der Kolonialärztlichen Akademie der NSDAP in Hamburg. Vom 1. Mai 1941 bis zum Juni 1945 war er Rektor der Hansischen Universität Hamburg. Im September 1945 von der britischen Militärregierung entlassen, war er bereits im April 1946 wieder im Dienst als Professor. 1956 wurde er emeritiert.
Keeser befasste sich bereits 1930 mit der toxischen Umweltverschmutzung durch Kraftfahrzeuge.
Eduard Keesers Grabstätte befindet sich auf dem Ohlsdorfer Friedhof in Hamburg im Planquadrat R 25 nördlich vom Wasserturm.

## Schriften
- 25 Jahre Hansische Universität: Ein Gruß der alma mater an ihre Angehörigen im Felde zum 10. Mai 1944, Hamburg 1944